# Ottone IV di Brunswick-Lüneburg
Ottone IV di Brunswick-Lüneburg detto lo Zoppo (... – 1446) fu Duca di Brunswick-Lüneburg dal 1434 alla sua morte.

## Biografia
Ottone era il primogenito del duca Bernardo I di Brunswick-Lüneburg e di sua moglie Margherita di Sassonia-Wittenberg.

Stemma del Principato di Lüneburg

Nel 1434, alla morte di suo padre, ne ereditò i titoli, assumendo la reggenza del Principato di Lüneburg in co-reggenza con suo fratello Federico il Pio. Il loro regno fu caratterizzato da importanti lavori di ampliamento del  Castello di Celle e da numerose riforme atte a migliorare le condizioni dei contadini e nei confronti dei proprietari terrieri. Morì nel 1446, senza eredi, lasciando il principato al fratello Federico.

## Matrimonio e discendenza
Nel 1425 Ottone IV sposò Elisabetta di Eberstein (prima del 1415 - 1468). Il matrimonio produsse solo una figlia.

## Ascendenza
|                                     |                                  |                                 | Genitori                  |  |  | Nonni |  |  | Bisnonni                           |  |  | Trisnonni                        |  |
|                                     |                                  |                                 |                           |  |  |       |  |  | Magnus I di Brunswick-Wolfenbüttel |  |  | Alberto II di Brunswick-Lüneburg |  |
|                                     |                                  |                                 |                           |  |  |       |  |  | Magnus I di Brunswick-Wolfenbüttel |  |  | Alberto II di Brunswick-Lüneburg |  |
|                                     |                                  | Rixa di Werle                   |                           |  |  |       |  |  | Magnus I di Brunswick-Wolfenbüttel |  |  |                                  |  |
| Magnus II di Brunswick-Wolfenbüttel |                                  |                                 |                           |  |  |       |  |  | Magnus I di Brunswick-Wolfenbüttel |  |  |                                  |  |
|                                     |                                  | Sofia di Brandeburgo            | Enrico I di Brandeburgo   |  |  |       |  |  |                                    |  |  |                                  |  |
|                                     |                                  | Sofia di Brandeburgo            | Enrico I di Brandeburgo   |  |  |       |  |  |                                    |  |  |                                  |  |
|                                     |                                  | Sofia di Brandeburgo            | …                         |  |  |       |  |  |                                    |  |  |                                  |  |
| Bernardo I di Brunswick-Lüneburg    |                                  | Sofia di Brandeburgo            |                           |  |  |       |  |  |                                    |  |  |                                  |  |
|                                     |                                  | Bernardo III di Anhalt-Bernburg | …                         |  |  |       |  |  |                                    |  |  |                                  |  |
|                                     |                                  | Bernardo III di Anhalt-Bernburg | …                         |  |  |       |  |  |                                    |  |  |                                  |  |
|                                     |                                  | Bernardo III di Anhalt-Bernburg | …                         |  |  |       |  |  |                                    |  |  |                                  |  |
| Caterina di Anhalt-Bernburg         |                                  | Bernardo III di Anhalt-Bernburg |                           |  |  |       |  |  |                                    |  |  |                                  |  |
|                                     |                                  | …                               | …                         |  |  |       |  |  |                                    |  |  |                                  |  |
|                                     |                                  | …                               | …                         |  |  |       |  |  |                                    |  |  |                                  |  |
|                                     |                                  | …                               | …                         |  |  |       |  |  |                                    |  |  |                                  |  |
| Ottone IV di Brunswick-Lüneburg     |                                  | …                               |                           |  |  |       |  |  |                                    |  |  |                                  |  |
|                                     | Rodolfo I di Sassonia-Wittenberg | Alberto II di Sassonia          |                           |  |  |       |  |  |                                    |  |  |                                  |  |
|                                     | Rodolfo I di Sassonia-Wittenberg | Alberto II di Sassonia          |                           |  |  |       |  |  |                                    |  |  |                                  |  |
|                                     | Rodolfo I di Sassonia-Wittenberg | Agnese d'Asburgo                |                           |  |  |       |  |  |                                    |  |  |                                  |  |
| Venceslao I di Sassonia-Wittenberg  | Rodolfo I di Sassonia-Wittenberg |                                 |                           |  |  |       |  |  |                                    |  |  |                                  |  |
|                                     |                                  | Agnese di Lindow-Ruppin         | Ulrico I di Lindow-Ruppin |  |  |       |  |  |                                    |  |  |                                  |  |
|                                     |                                  | Agnese di Lindow-Ruppin         | Ulrico I di Lindow-Ruppin |  |  |       |  |  |                                    |  |  |                                  |  |
|                                     |                                  | Agnese di Lindow-Ruppin         | Adelheid von Schladen     |  |  |       |  |  |                                    |  |  |                                  |  |
| Margherita di Sassonia              |                                  | Agnese di Lindow-Ruppin         |                           |  |  |       |  |  |                                    |  |  |                                  |  |
|                                     |                                  | Francesco I da Carrara          | Giacomo II da Carrara     |  |  |       |  |  |                                    |  |  |                                  |  |
|                                     |                                  | Francesco I da Carrara          | Giacomo II da Carrara     |  |  |       |  |  |                                    |  |  |                                  |  |
|                                     |                                  | Francesco I da Carrara          | Lieta di Montemerlo       |  |  |       |  |  |                                    |  |  |                                  |  |
| Cecilia da Carrara                  |                                  | Francesco I da Carrara          |                           |  |  |       |  |  |                                    |  |  |                                  |  |
|                                     |                                  | Fina Buzzacarini                | Pataro Buzzacarini        |  |  |       |  |  |                                    |  |  |                                  |  |
|                                     |                                  | Fina Buzzacarini                | Pataro Buzzacarini        |  |  |       |  |  |                                    |  |  |                                  |  |
|                                     |                                  | Fina Buzzacarini                | …                         |  |  |       |  |  |                                    |  |  |                                  |  |
|                                     |                                  | Fina Buzzacarini                |                           |  |  |       |  |  |                                    |  |  |                                  |  |